# Professor Satchafunkilus and the Musterion of Rock
Professor Satchafunkilus and the Musterion of Rock – album studyjny amerykańskiego gitarzysty Joe Satrianiego. Wydawnictwo ukazało się 31 marca 2008 roku nakładem wytwórni muzycznych Epic Records i Red Ink Records. Płyta dotarła do 89. miejsca listy Billboard 200 w Stanach Zjednoczonych.
Satriani zarejestrował album w The Plant Studio w Sausalito w stanie Kalifornia. Dodatkowe partie zostały zrealizowane w Studio 21. Gitarzysta wyprodukował wszystkie kompozycje wraz z inżynierem Johnem Cuniberti. W nagraniach wziął również udział syn muzyka ZZ Satriani, który zagrał na saksofonie tenorowym.

## Lista utworów
Opracowano na podstawie materiału źródłowego.
(muzyka i słowa: Joe Satriani)
1. „Musterion” – 4:37
2. „Overdriver” – 5:06
3. „I Just Wanna Rock” – 3:27
4. „Professor Satchafunkilus” – 4:47
5. „Revelation” – 5:57
6. „Come on Baby” – 5:49
7. „Out of the Sunrise” – 5:43
8. „Diddle-Y-A-Doo-Dat” – 4:16
9. „Asik Veysel” – 7:42
10. „Andalusia” – 6:51
11. „Ghosts” – 4:28 (iTunes Bonus Track)

## Twórcy
Opracowano na podstawie materiału źródłowego.
- Joe Satriani – gitara prowadząca, gitara rytmiczna, gitara basowa, instrumenty klawiszowe, śpiew, produkcja muzyczna, miksowanie
- Matt Bissonette – gitara basowa
- Jeff Campitelli – perkusja, instrumenty perkusyjne
- ZZ Satriani – saksofon tenorowy
- John Cuniberti – inżynieria dźwięku, produkcja muzyczna, miksowanie, instrumenty perkusyjne
- Bernie Grundman – mastering
- Mike Boden – inżynieria dźwięku, edycja

## Listy sprzedaży
| Lista                  | Kraj              | Pozycja |
| ---------------------- | ----------------- | ------- |
| Billboard 200          | Stany Zjednoczone | 89      |
| Top Independent Albums | Stany Zjednoczone | 9       |
| Top Internet Albums    | Stany Zjednoczone | 89      |
| MegaCharts             | Holandia          | 57      |
| SNEP                   | Francja           | 57      |
| Schweizer Hitparade    | Szwajcaria        | 67      |